# Willian Brito Piovezan
Willian Brito Piovezan (Nova Granada, 18 de Agosto de 2000), ou simplesmente Bitelo, é um atleta de força brasileiro. Ele foi campeão mundial pela Global Powerlifting Committee em 2024. Tem 2,02m e 138kg.

## Carreira
Inicio de sua carreira
Natural de Nova Granada, no interior de São Paulo, Bitelo trabalhava como servente de pedreiro junto com seu pai desde os 12 anos de idade quando decidiu gravar vídeos mostrando sua força incomum.

### Oatleta de força
Em 2024, Bitelo foi chamado pela Growth Suplementos para realizar testes e avaliar o seu potencial. Na ocasião, a avaliação foi feita por Julio Balestrin, onde ficou definido que Bitelo tinha mais potencial no powerlifting.
No dia 22 de junho de 2024, Bitelo participou de sua primeira competição, o Campeonato Brasileiro de Powerlifting, organizado pela representante do Global Powerlifting Committee. Nesta oportunidade, Bitelo sagrou-se campeão das categorias open e júnior, batendo o recorde nacional júnior ao levantar 313 kg e, no mesmo dia, batendo seu próprio recorde ao levantar 331 kg, ambos no levantamento terra.
Ainda em 2024, no dia 11 de outubro, Bitelo participou do campeonato mundial de powerlifting, organizado pela Global Powerlifting Committee. Nesta oportunidade, sagrou-se campeão da categoria até 140kg após conseguir três agachamentos, com 290 kg, 305 kg e 315 kg. Nesta mesma competição, Bitelo bateu novamente o recorde mundial ao levantar 341 kg no levantamento terra.
Agora em 5 de abril de 2025, Bitelo participou do campeonato Arnold Classic Brasil, em São Paulo, aonde é o maior evento multiesportivo da América Latina, ele consagrou-se como novo recordista brasileiro da categoria Open, carregando 315 kg no agachamento, 202,5 kg no supino, e 370 kg no "Deadlift", também conhecido como levantamento terra, batendo seu recorde anterior, de 341 kg. Ele conseguiu caregar no total 887,5 kg nesse dia.

## Recordes Pessoais nos Treinos
- Levantamento Terra – 350 kg[8]
- Supino – 190 kg[8]
- Agachamento – 315 kg[8]

## Recordes Pessoais em Torneios
- Levantamento Terra – 370 kg[6]
- Agachamento – 315 kg[5]
- Supino – 202.5 kg